# Dorothy Kunhardt

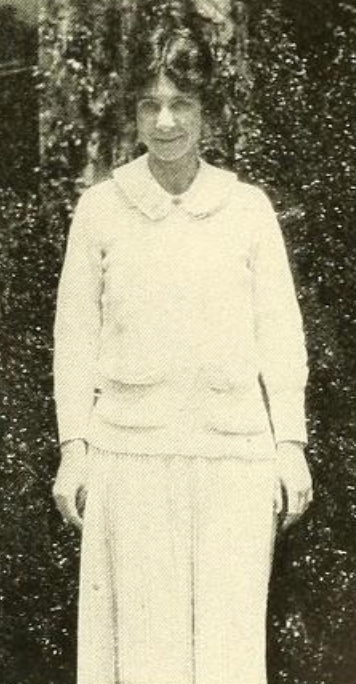
Dorothy Meserve, 1923 im Jahrbuch des Bryn Mawr College

Dorothy Kunhardt, geborene Dorothy Turner Meserve, (* 29. September 1901 in New York City; † 23. Dezember 1979 in Beverly (Massachusetts)) war eine US-amerikanische Kinderbuchautorin und Historikerin. Ihr bekanntestes Werk ist der Kinderbuchklassiker Pat the Bunny aus dem Jahr 1940, ein sogenanntes Fühlbuch, als dessen Erfinderin sie gilt.

## Leben
Dorothy Meserve wurde in New York City als Tochter des Historikers Frederick Hill Meserve und dessen Frau Edith (geb. Turner) geboren. Sie besuchte die Brearly School in Manhattan und anschließend das Bryn Mawr College in Pennsylvania. Nach ihrem College-Abschluss machte sie eine Weltreise. 1925 kam sie für ein Kunst- und Zeichenstudium nach Paris. 1926 heiratete sie Philip B. Kunhardt Sr., mit dem sie nach Morristown, New Jersey, zog und vier Kinder bekam (Nancy Kunhardt Lodge, Philip Bradish Kunhardt, Jr., Kenneth Bradish Kunhardt und Edith Kunhardt Davis).
1934 wurde ihr erstes Buch, Junket Is Nice, veröffentlicht. Für die damals dreijährige Tochter Edith entwickelte sie 1940 ein Bilderbuch mit taktilen Elementen (Pelz, Spiegel, Tüchlein, Buch im Buch, Schleifpapier etc.), das unter dem Titel Pat the Bunny veröffentlicht wurde und zu den meistverkauften Kinderbüchern aller Zeiten gehört.
Im Laufe ihrer Karriere schrieb sie fast 50 Kinderbücher, die unter anderem von Kurt Wiese, Helen Sewell und William Pène du Bois illustriert wurden. Zusammen mit ihrem Sohn Philip schrieb sie außerdem zwei Sachbücher: die Biografie Twenty Days über die Ermordung Abraham Lincolns (1965) und Mathew Brady and His World (1975) über den amerikanischen Bürgerkrieg.
In den letzten zehn Jahren ihres Lebens lebte sie wieder in New York City. Ihre Tochter Edith, ebenfalls Kinderbuchautorin, veröffentlichte Jahrzehnte nach Pat the Bunny die Fortsetzungen Pat the Cat (1984), Pat the Puppy (1991) und Pat the Pony (1997).

## Ausgewählte Werke
- Junket is Nice. 1934 (englisch, librarything.com).
- Little Ones. Viking, New York 1935 (englisch, librarything.com). Illustrationen von Kurt Wiese.
- Pat the Bunny. Golden Books, 1940 (englisch, librarything.com).
- Once There Was a Little Boy. Viking, 1946 (englisch, librarything.com). Illustrationen von Helen Sewell.
- Lucky Mrs. Ticklefeather. Simon and Schuster, 1951 (englisch, librarything.com).
- Billy the Barber. Harper & Brothers, 1961 (englisch, librarything.com). Illustrationen von William Pène du Bois.
- Dorothy & Philip B. Kunhardt Jr.: Twenty Days. A Narrative in Text and Pictures of the Assassination of Abraham Lincoln. 1965 (englisch, librarything.com).
- Dorothy & Philip B. Kunhardt Jr.: Mathew Brady and His World. 1975 (englisch, librarything.com).